# Sowakaha
Sowakaha est une localité rurale au nord de la Côte d'Ivoire dans la région du Poro. la localité de Sowakaha est administrativement rattachée au département de Dikodougou.